# 王泰傑
王泰傑（1992年11月17日—）為臺灣男子籃球運動員，場上位置為後衛，現效力於超級籃球聯賽臺灣銀行。2022年6月13日，王泰傑續約臺灣銀行。

## 外部連結
- 王泰傑在Eurobasket.com（球員）（英语）
- 王泰傑在Flashscore（英语）